# Rupert Wainwright
Rupert Wainwright (* 30. November 1961 (andere Angabe 1963) in Cotswolds, England) ist ein britischer Schauspieler und Regisseur.

## Leben
Wainwright studierte Literatur an der Universität Oxford. Als Schauspieler spielte er in den Filmen Another Country und Das wahre Leben der Alice im Wunderland mit. 1986 bekam er ein Fulbright-Programm für ein Film-Studium an der University of California, Los Angeles in Los Angeles. Bei dem Wettbewerb Columbia Pictures Discovery Program war Wainwright einer der jüngsten Regisseure. Sein Kurzfilm Open Window kam in Hollywood gut an. Nach dem Studium gründete er die Videoproduktionsfirma Fragile Films und führte Regie bei Musikvideos. Im Filmgeschäft führte Wainwright Regie bei Filmen wie Stigmata und The Fog – Nebel des Grauens.
Im Mai 1989 wurde zum ersten Mal sein Video Straight Outta Compton der Hip-Hop-Crew N.W.A ausgestrahlt. Das Video wurde vom FBI verboten. Für seine Zusammenarbeit 1990 mit MC Hammer (Titel Please Hammer, Don’t Hurt ’Em) erhielt Wainwright einen Grammy Award. Das Musikvideo Too Legit to Quit von MC Hammer ist mit Kosten von mehr als 2,5 Millionen US-Dollar eines der teuersten Musikvideos. 1996 drehte er einen aufsehenerregenden Kurzfilm zu Michael Jacksons HIStory in Budapest. Für Safura hat er mit dem Titel Drip Drop Aserbaidschans Beitrag zum 55. Eurovision Song Contest geschrieben. Weitere Musikvideos drehte Wainwright unter anderem für Aftershock, George Clinton, Jermaine Stewart, Eazy-E, Tone Loc und Too Short. In seiner Karriere erhielt Wainwright weitere Auszeichnungen wie den MTV Video Music Awards.
Als Werbefilmer drehte Wainwright in den 1990er Jahren unter anderem einen Spot für Honda mit Anthony Hopkins und einen Spot für Gatorade mit Michael Jordan. Außerdem drehte er das Werbevideo für Russlands erfolgreiche Bewerbung für die Olympischen Winterspiele 2014. Das Video wurde in 142 Staaten ausgestrahlt. Für die erfolgreiche Bewerbung zur Universiade 2013 führte er ebenfalls bei drei Präsentationsfilmen Russlands Regie und schrieb die Drehbücher.

## Filmografie (Auswahl)
Regisseur
- 1989: N.W.A – Straight Outta Compton (Musikvideo)
- 1990: MC Hammer – U Can’t Touch This (Musikvideo)
- 1991: Dillinger – Staatsfeind Nr. 1 (Dillinger, Fernsehfilm)
- 1994: Mac Millionär – Zu clever für ’nen Blanko-Scheck (Blank Check)
- 1995: The Sadness of Sex
- 1999: Stigmata
- 2005: The Fog – Nebel des Grauens (The Fog)

Darsteller
- 1984: Another Country
- 1985: Das wahre Leben der Alice im Wunderland (Dreamchild)